# Матерна, Амалия
Ама́лия Фри́дрих-Мате́рна (нем. Amalie Friedrich-Materna, или Ама́лия Мате́рна-Фри́дрих нем. Amalie Materna-Friedrich; 10 июля 1844, Санкт-Георген-ан-дер-Штифинг, Штирия, Австро-Венгрия, ныне Австрия — 18 января 1918, Вена, Австро-Венгрия, ныне Австрия) — австрийская оперная певица (драматическое сопрано).

## Биография
Свою певческую карьеру начала в церковном хоре в Граце. В 1865 году стала выступать на сцене оперного театра «Талия» в том же Граце. Выйдя замуж за певца Карла Фридриха (нем. Karl Friedrich), получила приглашение выступать вместе с ним в Вене и в 1869 году дебютировала в Венской придворной опере, где прослужила почти 30 лет. Пела на оперных сценах Лондона, Санкт-Петербурга. В 1884—1885 годах была на гастролях в США. Первая исполнительница многих партий вагнеровского репертуара. Участница первых Байрёйтских фестивалей. В 1897 покинула сцену. Была известным вокальным педагогом.

## Партии
- «Африканка» Мейербера — Селика
- «Гугеноты» Мейербера — Валентина
- «Аида» Верди — Амнерис
- «Царица Савская» Гольдмарка — Царица Савская
- «Кольцо нибелунга» Вагнера — Брунгильда
- «Парсифаль» Вагнера — Кундри
- «Тангейзер» Вагнера — Елизавета
- «Жидовка» Галеви — Рахиль